# Hammargatan

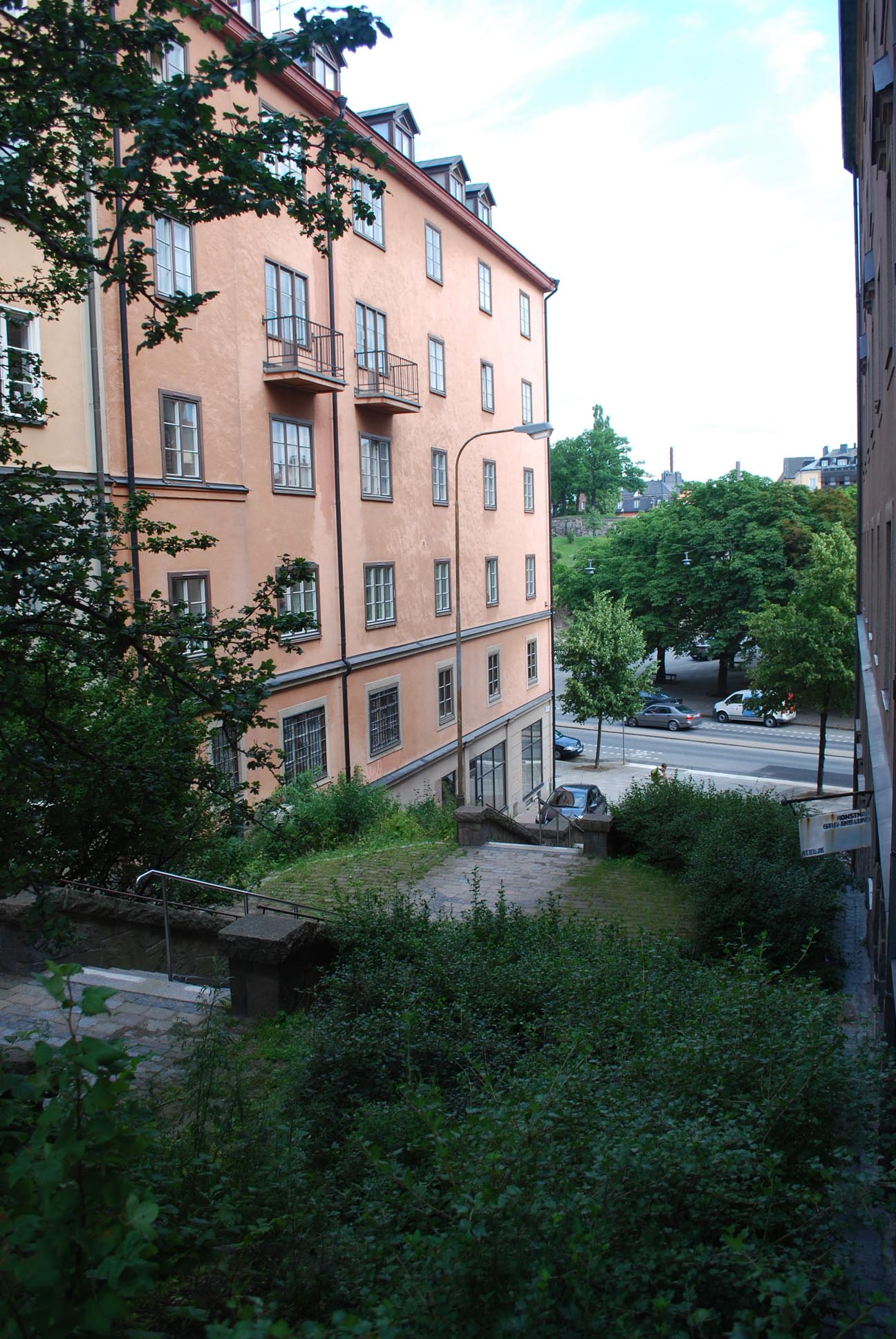
Hammargatan sedd från Eriksbergsgatan. I fonden Karlavägen.

Hammargatan är en gata på Östermalm i Stockholms innerstad som går från Eriksbergsgatan till Karlavägen. Till följd av den stora nivåskillnaden löper en trappa ner i gatans början från den högre liggande Eriksbergsgatan.
Gatans sträckning bestämdes i och med utformandet av Eriksbergsområdet, och fick 1909 namnet Hammargatan. Detta efter att beredningsutskottet avslagit de tidigare föreslagna namnen Eriksbergs Östra Trappgata och Eriksbergs Västra Trappgata (vilken istället kom att namnges Lodgatan) då risken för förväxling ansågs stor. Timmermanordens närbelägna lokaler och symboler har antagligen inspirerat till de nya namnen.

## Byggnader
Byggnaderna längs gatan är uppförda i klassicistisk stil med putsade stenfasader. Parentesen nedan anger byggår.
- Hammargatan 2 (1923–1925), arkitekt Edvard Bernhard
- Hammargatan 3 (1923–1924), arkitekt Josef Östlihn,
- Hammargatan 4 (1923–1924), arkitekt Sam Kjellberg